# Clubiona facilis
Clubiona facilis este o specie de păianjeni din genul Clubiona, familia Clubionidae, descrisă de O. P.-cambridge, 1910. Conform Catalogue of Life specia Clubiona facilis nu are subspecii cunoscute.